# Essenen

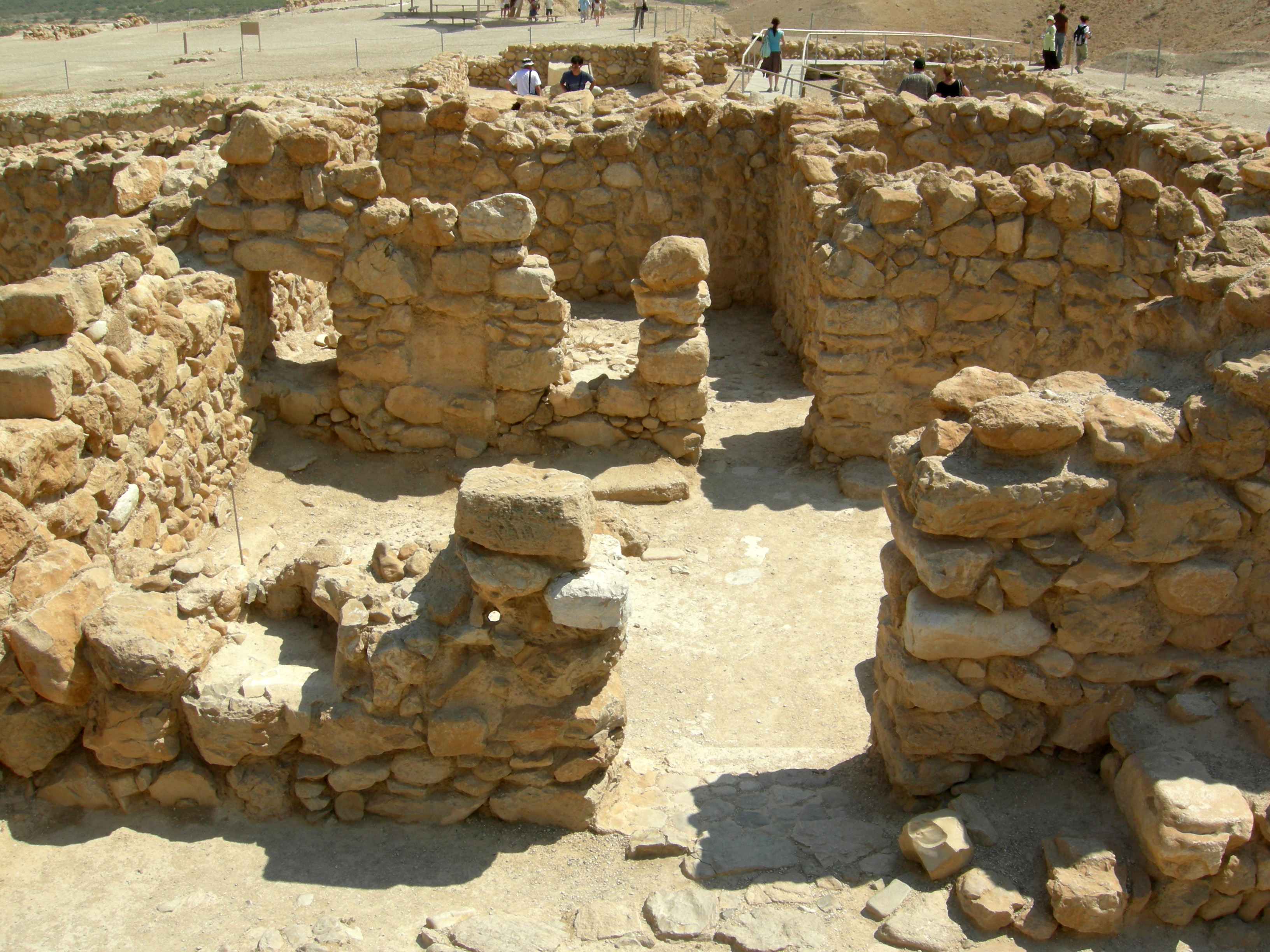
Qumran

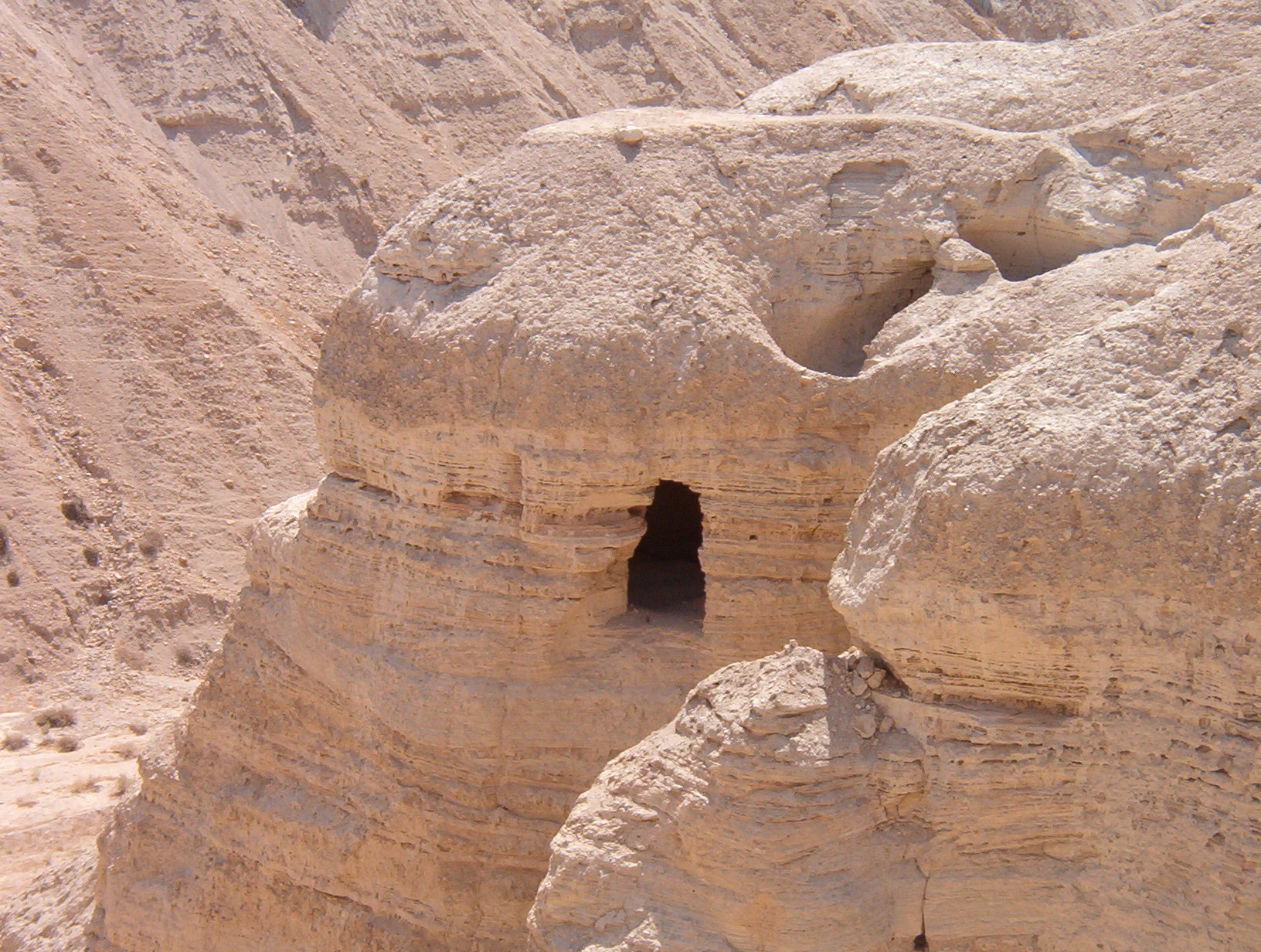
Een van de grotten van de Dode Zee-rollen.

De Essenen waren een joodse religieuze stroming die actief was tussen ± 150 v.Chr. en 70 n.Chr., toen de Romeinen de Joodse Opstand neersloegen. 
De Essenen worden soms gelijkgesteld met de sekte in Qumran (zie verderop), vlak bij de Dode Zee, omdat Plinius de Oudere schreef dat de Essenen bij de Dode Zee woonden. Maar die gelijkschakeling is onjuist. Zowel Philo als Flavius Josephus vermeldden dat er ongeveer 4000 Essenen waren, terwijl de nederzetting in Qumran plaats bood aan ten hoogste 400 personen. Josephus schreef ook dat de Essenen in diverse steden woonden.
Belang
Er is relatief veel bekend over de Essenen en de Qumran-sekte, vooral door de ontdekking van de Dode Zee-rollen bij Qumran, met daarin Bijbelcommentaren en documenten als het Verbond van Damascus (waarvan in 1897 al middeleeuwse afschriften waren gevonden in Egypte), archeologische opgravingen, Josephus, Plinius de Oudere en Philo. De Essenen worden in het Nieuwe Testament niet genoemd.
Het gegeven dat er zo veel bronnen zijn over de Essenen, inclusief zeer beroemde primaire bronnen (de Dode Zee-rollen), maakt dat het belang van de Essenen regelmatig wordt overschat of dat hun opvattingen bijvoorbeeld worden gezien als kenmerkend voor het judaïsme in de tijd van Jezus. Van de sadduceeën, een partij in dezelfde periode, is geen enkele primaire bron bewaard gebleven en de opvattingen van de farizeeën moeten met veel moeite worden "gereconstrueerd" aan de hand van latere rabbijnse literatuur. Terwijl deze laatste partijen veel belangrijker waren in die periode, krijgen ze door het ontbreken van primaire bronnen vaak onvoldoende aandacht in vergelijking met de Essenen. Ten slotte moet in gedachten worden gehouden dat alle partijen en sektes slechts een minderheid waren en een afwijking van het "gewone" judaïsme.

## Geschiedenis
Rond 152 v.Chr. voegde een zekere "Leraar van Rechtvaardigheid", een priester uit het geslacht van Sadok, zich bij een groep piëtisten waarvan over het algemeen wordt aangenomen dat dit de Chasideeën (of: Assideeën) zijn die enkele keren in Makkabeeën worden genoemd. Mogelijk was het de hogepriester waarvan de naam onbekend is en die door Jonathan Makkabeüs werd opgevolgd. Hierdoor ontstond de Esseense partij of één tak ervan. Het is niet duidelijk of de benaming "Essenen" al werd gebruikt voordat de Leraar zich bij de groep voegde of uitsluitend vanaf dat moment.
Over het ontstaan van de partij in de periode voordat de "Leraar" zich erbij voegde, is weinig bekend. Een partij ontstond doordat mensen door studie over voldoende onderwerpen een eigen interpretatie hadden ontwikkeld om als afwijkend van de meerderheid te kunnen worden beschouwd. Dit impliceert dus studie door op zijn minst de grondleggers en opvolgende leiders. De geheimen van de Essenen, zowel wettisch als esoterisch, waren het resultaat van studie en werden aan nieuwelingen onderwezen. Josephus schreef dat de studie van "de geschriften van de ouden" bijzonder belangrijk was. Dit wordt bevestigd door de vondst van de Dode Zee-rollen, archeologische ontdekkingen van schrijftafels, inktbronnen en inkt zelf.
Al snel ontstonden op zijn minst twee takken binnen de beweging: een volledig separatistische kloostersekte die zich (vanaf ongeveer 140 v.Chr.) in Qumran vestigde en een andere groep die trouwde en zich niet geheel afzijdig hield van de gebruiken binnen het judaïsme van die tijd. Over het algemeen wordt aangenomen dat de Qumran-sekte een afsplitsing is van de Essenen, maar er zijn ook onderzoekers die denken dat de Essenen zijn ontstaan uit de Qumran-sekte. Hoewel de Essenen en de Qumran-sekte soms in verband worden gebracht met de Therapeutae, staat hun verwantschap niet vast.

### Vroegste vermeldingen
De vroegste vermelding van de Essenen is in Josephus' verhaal over ene Judas de Essener, over wie wordt gezegd dat hij de moord van Antigonus door Aristobulus I in 104 v.Chr. had voorspeld. We mogen aannemen dat Judas' missie niet op zichzelf stond en dat er in die tijd dus een Esseense gemeenschap was in Jeruzalem. Volgens het relaas in de Oude geschiedenis van de Joden leerde Judas zijn volgelingen de toekomst te voorspellen. Verder wijzen alle bronnen erop dat gemeenschappelijkheid een belangrijk thema was voor de Essenen.
De volgende verwijzing is naar een andere profeet: Manaëmus, die Herodes als kleine jongen had gezien en had voorspeld dat hij koning zou worden maar daarna mededogen en gerechtigheid zou vergeten. Josephus merkte daarbij op dat veel Essenen "inderdaad een goddelijke kennis van dingen hebben ontvangen vanwege hun deugd".
Toen Herodes de Grote rond 20 v.Chr. een loyaliteitseed eiste van al zijn onderdanen, ontsloeg hij de Essenen van die verplichting. Volgens Josephus achtte Herodes de Essenen hoog. Vervolgens vermeldde hij in zijn Joodse Oorlog dat de Essenen geen eden zwoeren, behalve de eden om toe te treden tot de gemeenschap.
Josephus noemde nog een profeet, genaamd Simon. Hij interpreteerde een droom van Archelaüs en verklaarde dat de situatie zou verslechteren. Binnen vijf dagen begon de vervulling van zijn voorspelling.
Na deze vermeldingen komen de Essenen tientallen jaren niet voor in Josephus' geschiedenis. Hierbij moet in gedachten worden gehouden dat Josephus primair schreef over de geschiedenis van de leiders, oorlogen en grote oproeren. Groeperingen worden uitsluitend genoemd als ze een bepaalde invloed op een vorst hadden of een beslissende invloed op een oorlog of een andere belangrijke gebeurtenis hadden. Aangezien de Romeinen vanaf 6 (n.Chr.) Judaea rechtstreeks bestuurden door hun prefecten, speelden de Essenen geen noemenswaardige rol in de geschiedenis. Zij verschijnen weer bij de opstand die zou leiden tot de Joodse Oorlog.

### De nederzetting in Qumran
Archeologische opgravingen in Qumran tonen aan (vooral door de vondst van munten) dat er een kleine groep leefde tussen ongeveer 150 - 140 v.Chr. en ongeveer de dood van Johannes Hyrkanus (104 v.Chr.). Het dorpje werd vergroot tijdens de tweede fase van bewoning, vanaf het einde van de eerste fase tot de vroege jaren van Herodes (vanaf 37 v.Chr.). Vervolgens werd het verwoest door een aardbeving, waarschijnlijk die waarvan we weten dat deze in 31 v.Chr. plaatsvond omdat dit overeenkomt met de datering van de gevonden munten. Na enkele tientallen jaren werd het dorpje herbouwd en bewoond tot aan de verwoesting ervan door de Romeinen in 68.
Er woonden nooit meer dan enkele honderden mensen in Qumran. Na de eerste opgravingen was de schatting tussen de 150 en 200 inwoners. Recenter onderzoek suggereert een inwonersaantal tussen de 300 en 400.

### Joodse Oorlog
Johannes de Essener was een van de commandanten die door de revolutionaire raad of vergadering werd aangesteld. Hij kreeg het gezag over Lydda, Joppe en nabijgelegen gebieden in het noordwesten van Judea. Hij sneuvelde tijdens een aanval op Asjkelon. Na de overwinning door de Romeinen verduurden de Essenen hun marteling uitzonderlijk lang en weigerden zij "hun wetgever te lasteren of iets verbodens te eten".
Het is aannemelijk dat de Essenen die naast de andere Joden vochten tot de tak (of takken) behoorden die in de steden leefden, terwijl de leden van de Qumran-sekte pas begonnen te vechten toen hun nederzetting werd aangevallen rond 68.

### Context
Religieuze conflicten die leidden tot de vorming van partijen als de sadduceeën en farizeeën en sektes als de Essenen en de Qumran-sekte vonden plaats in de context van veel bredere en langduriger sociale en religieuze conflicten onder Joden en gingen terug tot aan de Babylonische ballingschap en werden versterkt door de verovering van Judea door de Romeinen. De belangrijkste onderwerpen van dit conflict waren:
1. Hellenisme: Een brandende kwestie was of helleniseren geoorloofd was of niet. Een voorbeeld van de aard van dergelijke conflicten is het verzoek van Joden aan Antiochus IV Epiphanes voor toestemming "de levenswijze van de heidenen in te voeren".[22] Zij bouwden een gymnasion in de Griekse stijl, waarin jonge mannen naakt oefeningen deden.[23] Dit bracht een cruciaal verschil tussen Joden en Grieken aan het licht: Joodse mannen waren besneden, en besnijdenis was het belangrijkste externe bewijs van het verbond tussen God en Abraham en zijn afstammelingen.[24] De Grieken geloofden in Mens sana in corpore sano en beschouwden besnijdenis als een barbaarse verminking. Jonge mannen die in de hellenistische cultuur wilden opgaan, "lieten zich weer een voorhuid maken" door een operatie. Volgens velen "braken [zij daardoor] met het heilig verbond".[23] Dit conflict leidde tot bloedvergieten. Uiteindelijk verbood Antiochus IV bepaalde Joodse gebruiken en eiste van de Joden zelfs "dat ze altaren, tempels en kapellen moesten oprichten voor afgoden, en varkens en andere onreine dieren moesten offeren; dat ze hun zonen niet meer mochten besnijden".[25]
2. Wet: Het verwerpen van hellenisme betekende voornamelijk dat de Joden in Palestina volgens de wet van Mozes zouden leven. Hoe strikt zij de wet moesten volgen en hoe deze tot in de details moest worden geïnterpreteerd inzake (on)reinheid, voedselwetten, tienden en andere onderwerpen, leidde tot grote meningsverschillen.
3. Hogepriesterschap: De status van het ambt van de hogepriester en de opvattingen van de hogepriester waren voor velen een uiterst belangrijk onderwerp. Stond hij open voor hellenisme of niet? Ook zijn afstammingslijn was zeer belangrijk, voor sommigen nog belangrijker dan zijn opvattingen.[26] In de periode van 520 - 175 v.Chr. was de hogepriester een afstammeling van Sadok (of werd aangenomen dat hij dat was). Velen bleven loyaal aan de afstammelingen van Sadok en verwierpen andere hogepriesters.
4. Militaire controle: Na de Babylonische ballingschap, onder het hogepriesterschap van Sadokieten, kende het judaïsme een lange periode van relatief vreedzame theocratie. Gedurende deze periode maakte Palestina altijd deel uit van een groter rijk - Perzië, het rijk van Alexander de Grote, de Ptolemaeën, de Seleuciden - maar nooit militair autonoom. De plaatselijke leider was de hogepriester, die zijn macht vanuit Jeruzalem uitoefende. Hij bepaalde wat daar gebeurde en had invloed en macht over heel Judea. Het beperkte succes van Judas Makkabeüs in 164 v.Chr. herstelde daarom ten dele de situatie die sinds het einde van de zesde eeuw v.Chr. had geduurd: de hogepriester bestuurde de tempel en Jeruzalem, een koning op grote afstand regelde de grotere aangelegenheden. Velen wilden een eind maken aan de opstand en vrede sluiten met Syrië nadat de tempel opnieuw was gewijd. De Perzische en Hellenistische perioden waren in hun ogen niet zo slecht geweest en sommigen wilden graag terugkeren naar de situatie voor de controverse over het hellenisme en de opstand.

## Religieuze principes

### Exclusivisme
Een belangrijk aspect van zowel de Essenen als de Qumran-sekte was hun exclusivisme. Bij de Qumran-sekte was dit zo sterk, dat zij om die reden ook nadrukkelijk(er) een "sekte" worden genoemd. Zij beschouwden zichzelf als het enige ware Israël en zagen de rest van de Joden als afvalligen. De scheidslijn was rigide en ondoordringbaar. De leden van de sekte mengden zich niet in het gewone religieuze leven, zoals het bezoeken van de tempel in Jeruzalem. De Essenen kunnen waarschijnlijk meer worden vergeleken met de sadduceeën en farizeeën en waren in die zin meer een "partij" dan een sekte. Dit hield in dat ze weliswaar specifieke opvattingen en gebruiken hadden, maar ze beschouwden zichzelf niet als het volledige Israël en de leden zagen zichzelf als een partij binnen het normale judaïsme in plaats van als een alternatief ervoor. De belangrijkste bronnen voor de theologie van deze groepen laten deze kenmerken duidelijk zien: Verbond van Damascus geeft ons veel informatie over de Essenen en daaruit kunnen we opmaken dat het een extremistische partij was, terwijl de bronnen over de Qumran-sekte, de Gemeenschapsregel (1QS) en vergelijkbare documenten, duidelijk de kenmerken laten zien van een afgescheiden sekte.
Naast het gegeven dat de leden van de Qumran-sekte zich volledig afzijdig hielden van de andere Joden, waren kenmerken van hun exclusivisme: een afwijkende kalender (zie verderop), hun geboden inzake geheimhouding en haat jegens "de onrechtvaardigen" en ontmaskerde "leugenaars". Hoewel de Essenen minder extreem waren dan de Qumran-sekte, was ook die partij geen open gemeenschap. Ook in het Verbond van Damascus komen maaltijden voor die uitsluitend mochten worden genuttigd met de leden van de partij, "verborgen zaken", de dreiging van uitstoting of gevangenisstraf (zie verderop over de gehanteerde tuchtregels). Maar van de leden werd niet verwacht dat ze de tempel zouden vermijden en er wordt in verondersteld dat men naar Jeruzalem ging om te offeren. Josephus schreef dat Essenen votiefoffers stuurden naar de tempel, maar offerden volgens hun eigen "reinigingsrituelen". Hoewel contact met heidenen moest worden vermeden, was het niet verboden.
De leden van de Qumran-sekte geloofden dat hun gemeenschap, afgesneden van Jeruzalem, de ware tempel vormde. Dit leidde tot het toepassen van 'priesterlijke' reinigingsrituelen op zichzelf (zie verderop). Zij zagen "juist aangeboden gebeden" en "het vervolmaken van hun weg" als vervanging van offers in de tempel van Jeruzalem; zij verzoenden zich "zonder het vlees van holocausts en het vet van offers". De interpretatie van "de gemeenschap als tempel" komt ook voor bij Paulus. "Verzoening zonder slachtoffer" is een algemeen thema in rabbijnse literatuur.

### Voedsel en reinheid

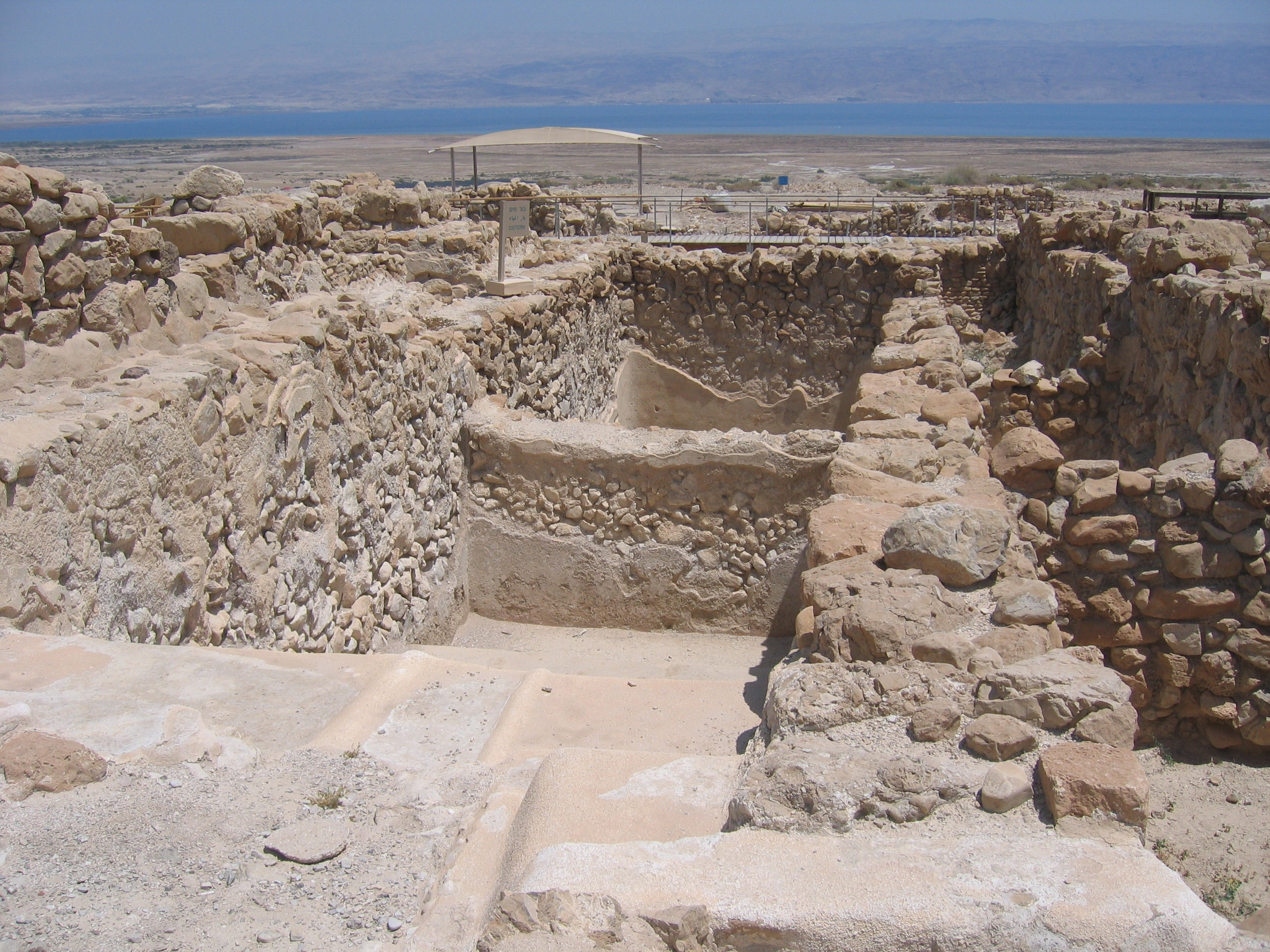
Mikwe, ritueel bad te Qumran

Volgens Josephus bestond de dagelijkse routine van Essenen uit werk, een maaltijd rond het vijfde uur (ongeveer 12 uur 's middags), meer werk en een avondmaal. Voor elke maaltijd "omgordden zij hun lendenen met linnen kleding" en baadden zij in koud water. Ze gingen een kamer binnen die niet door niet-leden mocht worden betreden. "Nu zij zelf rein waren, gingen zij naar de eetzaal alsof ze naar een heiligdom gingen." De priester sprak de zegen uit en ze gingen eten. Na een slotgebed "legden ze hun kleding af als heilige gewaden" en gingen weer aan het werk. Dezelfde routine werd 's avonds gevolgd. Het baden voor een maaltijd is een 'priesterlijke' gewoonte. De leken-Essenen dachten niet dat ze priesters waren, maar ze volgden de reinheidswetten die door de priesters werden gevolgd of door leken voordat ze heilig voedsel gingen eten.
In het Verbond van Damascus is de belangrijkste zorg inzake reinheid het zich onthouden van seksuele betrekkingen in Jeruzalem. Sperma was een bron van onreinheid en volgens de Bijbelse wet moest iemand baden voordat hij de tempel betrad. Het Verbond van Damascus breidt het heilige terrein uit tot de hele stad. Reinigingsbaden moeten volgens het Verbond van Damascus groot genoeg zijn voor volledige onderdompeling. Als de groepen uit verschillende steden elkaar ontmoetten, letten ze er scherp op "onderscheid te maken tussen de onreine en de reine en om het verschil duidelijk te maken tussen het heilige en het profane". Philo schreef dat de Essenen in dorpen woonden om de onreinheid van steden te vermijden, maar in een ander werk schreef hij dat ze "in veel steden ... en veel dorpen" woonden.
De Gemeenschapsregel (1QS) verwijst vaak naar "de Reinheid", die voedsel insloot (en mogelijk de kruiken en het gerei dat werd gebruikt om het te bereiden en serveren). Veel onderzoekers denken dat "de Reinheid" de gewone dagelijkse maaltijd was en passen hierop de beschrijving van Josephus inzake baden en eten toe. Aangezien "de Reinheid" echter het meest voorkomt in de sectie over straffen, waar uitsluiting van "de Reinheid" wordt onderscheiden van de reductie van de toegewezen voedselhoeveelheid, is Sanders van mening dat "de Reinheid" een speciale, periodieke maaltijd was, één trede lager dan de hoogste categorie: "de Gemeenschapsdrank".

### Eschatologie
Uit de Dode Zee-rollen blijkt dat de Essenen uitkeken naar een dramatische verandering in de toekomst, wat door moderne wetenschappers "de eschaton" wordt genoemd, "het laatste" of "het einde". Dit is misleidend, want net als de andere Joden geloofden de Essenen niet dat de wereld zou eindigen. Ze geloofden dat de andere Israëlieten zich bij de beweging zouden voegen (in de Regel van de Gemeente 1QSa) of vernietigd zouden worden (in Oorlogsrol 1QM). Er zou een grote oorlog uitbreken (1QM) die de heidense onderdrukkers zou vernietigen. Deze zou worden gevolgd door een ordelijke gemeenschap, die zou worden geleid door twee messiassen. De belangrijkste, priesterlijke zou de Messias van Aäron zijn, de ondergeschikte, seculiere de Messias van Israël. Volgens de Regel van de Gemeente (1QSa) zou er een vergadering zijn als de messiassen arriveren, waarbij de deelnemers in volgorde van belangrijkheid zouden binnenkomen: eerst de priesterlijke messias, dan de priesters, dan pas de Messias van Israël en dan de rest. Dit zou gevolgd worden door een messiaanse feesttafel, waarbij rangorde zou worden gerespecteerd: de priesterlijke messias neemt de leiding.
De Midrasj over de Laatste Dagen (4Q174) verwijst naar "de Uitlegger van de Wet" die tijdens de laatste dagen zou opstaan en in het Verbond van Damascus wordt uitgezien naar iemand die "rechtvaardigheid leert in de laatste dagen". Deze persoon herhaalt, in volmaakte vorm, de rol van de oorspronkelijke "Leraar van Rechtvaardigheid". Deze persoon is waarschijnlijk dezelfde als de Messias van Aäron. Slechts zijdelings wordt een relatie gelegd met het koningschap van David, door de introductie van de "Spruit van David" in de Midrasj over de Laatste Dagen (4Q174), waar wordt gezegd dat deze wordt begeleid door "de Uitlegger van de Wet" en zal "opstaan om Israël te redden". Ook in de Oorlogsrol (1QM) komt geen davidische messias voor.
Engelen en in het bijzonder aartsengel Michaël, de "Vorst van het Licht", spelen een belangrijke rol, maar God zelf neemt deel om de uiteindelijke overwinning van "de Zonen van het Licht" te bewerkstelligen. God zal "het koninkrijk van Michaël" (niet van David) oprichten en God zal de laatste slag uitdelen: de overwinning van de Zonen van het Licht komt "wanneer de grote hand van God wordt opgeheven in een eeuwige slag tegen Satan en alle legerscharen van zijn koninkrijk".
De sekte zou Jeruzalem gaan bewonen (1QM) en de tempel volgens hun eigen ontwerp herbouwen. Reinheid zou als een allesomhullende wolk neerdalen. Jeruzalem zou volledig rein worden en blijven, seksuele betrekkingen verboden, vrouwen zouden de stad niet mogen ingaan (behalve voor korte bezoekjes) en latrines buiten de muren gebouwd. Mannen zouden buiten Jeruzalem seksuele betrekkingen met hun vrouw kunnen hebben, maar zouden Jeruzalem drie dagen niet binnen mogen komen. Buiten Jeruzalem zouden drie kampen zijn voor de mannen die Jeruzalem drie dagen niet zouden mogen binnengaan vanwege lepra, geslachtsziekten (zoals gonorroe) of nachtelijke zaadlozingen. Op andere plaatsen zouden slechts iets minder strikte regels gelden. Leprozen, lijders aan geslachtsziekten, menstruerende vrouwen en vrouwen na een bevalling zouden allemaal in kampen wonen buiten de andere steden. Uiteindelijk zou de dag komen waarop God zelf zou afdalen naar de aarde en zijn eigen heiligdom zou bouwen maar in de tussentijd verwachtte de sekte oorlog en rigoureuze discipline.
De eschatologie van de Essenen ontbreekt volledig in Josephus. Dit is niet verwonderlijk, want hun vurige hoop op de bevrijding van Israël stond haaks op zijn apologetische doelstellingen, die ook omvatten zijn publiek ervan te overtuigen dat, nu de Zeloten en Sicarii waren vernietigd, de Joden gehoorzame en betrouwbare onderdanen waren.

### Leven na de dood
Volgens Josephus geloofden de Essenen in de onsterfelijkheid van de ziel. Zij beschouwden het lichaam als de gevangenis van de ziel en deelden het geloof van de Grieken "dat er voor deugdzame zielen een woonplaats wacht aan de andere zijde van de oceaan". Dit is heel wat explicieter dan wat in de Dode Zee-rollen kan worden aangetroffen. Onderzoekers debatteren welk woord de feitelijke lading beter dekt: "onsterfelijkheid" (de ziel sterft nooit) of "opstanding" (mensen, lichaam en ziel, staan op uit de doden). Waarschijnlijk waren hun ideeën "vaag en een algemene verwachting". Wat ze exact verwachtten voor het individu na de dood is moeilijk vast te stellen. Er is geen heldere verwijzing naar een lichamelijke opstanding, maar de onsterfelijkheid van de ziel komt ook niet duidelijk voor in de Dode Zee-rollen. Ze dachten in elk geval niet als de sadduceeën dat alles ophield met de dood. Maar de hoop voor het individu bleef vaag in tegenstelling tot de hoop op de uiteindelijke overwinning van de gemeenschap. Het kan zijn dat ze geloofden dat zij na deze aanstaande overwinning eeuwig zouden blijven leven in de herstelde wereld voor de overwinnaars.

### Engelen
De Qumran-sekte kende een rijkelijk uitgewerkte angelologie. De engelen zouden helpen tijdens de laatste oorlog tegen de "zonen van de duisternis". De "oorlog van de hemelse krijgers zal de aarde geselen; en het zal niet ophouden voor de vastgestelde vernietiging die voor eeuwig en zonder vergelijk zal zijn". In de Liederen bij het Sjabbatsoffer worden engelen "goden" genoemd en afgeschilderd als "priesters van de binnenste Tempel, bedienaren van de Tegenwoordigheid van de [meest] heilige Koning. ... Hun zoenoffers zullen Zijn goede wil bewerkstelligen voor allen die van zonde berouw hebben."
Engelen verlangden ook reinheid en de leden van de sekte worden beschreven alsof ze in de tegenwoordigheid van engelen leefden. In de tijd van de oorlog tegen de zonen van de duisternis, moeten de zonen van het licht "rein zijn met betrekking tot [hun] geslachtsorganen ..., want heilige engelen zijn in gemeenschap met de legerscharen". Ook de Regel van de Gemeente (1QSa) zegt dat mensen die onrein zijn "de vergadering van God [niet mogen] binnengaan", want "de Engelen van Heiligheid" zullen met hen zijn. Ze geloofden dus dat ze op dat moment al leefden in de aanwezigheid van engelen. Uit de verschillende hymnen waarin engelen voorkomen, blijkt dat de gebeden niet gericht waren tot engelen of dat het verzoeken zijn aan engelen om voor hen te bidden. De gebeden zijn direct gericht tot God.

### Aanbidding
Josephus schreef dat de Essenen voorouderlijke gebeden uitspraken. Volgens de Gemeenschapsregel (1QS) bad de Qumran-sekte gemeenschappelijk en een zeer fragmentarische rol bevat dagelijkse zegeningen (4Q503). Gemeenschappelijke gebeden waren onderscheidend. Andere Joden baden twee keer per dag en sommigen kunnen vaste thema's hebben gebruikt, maar van het reciteren van dezelfde gebeden door een gemeenschap wordt elders in Palestina niet gesproken in deze periode.
We weten niet hoe de aanbidding van de Essenen die in steden en dorpen woonden eruitzag. Het Verbond van Damascus vermeldt bijeenkomsten en discussie maar beschrijft geen diensten. Het "huis van prosternatie", waar men heen ging om te bidden, kan een synagoge zijn geweest, maar het is waarschijnlijker dat het de tempel was, zeker gelet op de context.
De zon speelde een belangrijke rol in de aanbidding van de Essenen: "Hun vroomheid jegens de Godheid kent een specifieke vorm. Voordat de zon opgaat, spreken ze geen woord over gewone zaken, maar richten bepaalde gebeden tot Hem, die hen zijn overgeleverd door hun voorvaders, alsof ze hem aansporen op te gaan." Dit moet niet worden verward met de aanbidding van de zon; met het bidden in de richting van de zon hielden ze een gebruik in stand dat door Ezechiël en in de Misjna werd bekritiseerd en zij baden tot God, van wie de macht werd getoond door de zon.

### Bezittingen
Philo benadrukte dat de Essenen een leven leidden van zelfverkozen armoede, waarbij ze net genoeg voedsel verbouwden en andere benodigdheden maakten als nodig om in leven te blijven. Hij voegde hieraan toe dat ze één schatkist hadden waarin alle opbrengsten gingen en dat zelfs hun kleding gemeenschappelijk bezit was. Ze leefden gemeenschappelijk, "vormden clubs, gemeenschappen en kameraadschappen met gemeenschappelijke maaltijden".
Josephus schreef dat ze leefden in gemeenschap van goederen en dat in iedere plaats een lid was aangewezen om voedsel en kleding te verschaffen aan de reizende leden. Deze zorg voor reizende Essenen lijkt bevestigd te worden in het Verbond van Damascus, waarin wordt vermeld dat de leden iedere maand het loon voor twee dagen werk aan de opziener gaven; deze gebruikte dit geld om voor de behoeftigen te zorgen, vermoedelijk de behoeftige leden.
Het overdragen van persoonlijke bezittingen is een zeer belangrijk kenmerk van de Gemeenschapsregel (1QS). Het komt al voor in de preambule die het lidmaatschap behandelt. Later in deze voorschriften wordt beschreven hoe de overdracht in zijn werk ging: na een intensieve proeftijd werden de bezittingen van het nieuwe lid van de sekte overhandigd aan de thesaurier. De bezittingen werden echter pas na een verdere proefperiode vermengd met de gemeenschapsgoederen. Liegen over bezittingen resulteerde in uitsluiting van de gemeenschapsmaaltijd voor de periode van een jaar.
Het is duidelijk dat de Essenen leefden in gemeenschap van goederen. Uit de wetsdocumenten kan worden opgemaakt dat de kloostersekte dit toepaste door volledige overdracht van bezittingen, terwijl degenen die in de steden en dorpen woonden een maandelijkse donatie deden aan een gemeenschappelijke schatkist. Het is redelijk aan te nemen dat de getrouwde Essenen die in steden en dorpen woonden, het loon voor twee dagen werk doneerden (zoals in het Verbond van Damascus staat), terwijl de mening van Philo dat alle leden hun volledige inkomen in de schatkist stortten niet realistisch is, net zomin als Josephus' stelling dat het volledige bezit van alle leden aan de gemeenschap werd gegeven. Deze zijn hoogstwaarschijnlijk het soort overdrijving dat vaak volgt op vreemde gebruiken.

### Sjabbat
De Essenen waren strikter dan andere Joden "in het zich onthouden van werk op de zevende dag"; ze ontstaken geen licht, verplaatsten geen kruik "of zonderden zich zelfs maar af om zich te ontlasten". Het Verbond van Damascus bevat een lange lijst van speciale wetten over het houden van de sjabbat. Hun sjabbatlimiet was 1000 el (ongeveer 500 meter). De rabbi's accepteerden een limiet van 2000 el. Beide limieten waren gebaseerd op Numeri 35:4f, waar 1000 en 2000 el worden genoemd (zij het niet inzake de sjabbat). De Essenen kozen voor de strengere limiet. Andere verboden waren: het oprapen van voedsel dat in een veld was gevallen, water putten om in een drinkkruik te doen, iets in of uit huis dragen, een verzegelde kruik openen, een barend dier helpen, een pasgeboren dier uit een put tillen, het huis schoonmaken, een kind dragen en medicamenten (inclusief parfum) dragen. Essenen mochten ook geen aanleiding geven aan heidenen om te werken op de sjabbat en moesten hun sjabbat zo ver mogelijk van hen vandaan houden. De enige uitzondering op het verbod op werk was werk dat een mensenleven kon redden.
Van de Qumran-sekte zijn geen sjabbatswetten gevonden, maar het is aannemelijk dat zij op zijn minst net zo strikt waren.

### Kalender
De Qumran-sekte hanteerde een kalender die afweek van de kalender die door de priesters in Jeruzalem werd gebruikt. Dit houdt in dat hun heilige dagen nooit gelijk vielen. De kalender die de sekte hanteerde, kan ook worden gevonden in Jubileeën en 1 Henoch. Het was een zonnekalender: de maanmaanden werden genegeerd en het jaar was 364 dagen lang, precies 52 weken. De maanden waren 30 dagen lang, behalve de derde, zesde, negende en twaalfde, die 31 dagen lang waren. Het is zeer waarschijnlijk dat de Sadokieten expres een afwijkende kalender introduceerden als "een teken en symbool" van "hun dissidentie van het politieke lichaam".

### Predestinatie, vrije wil en werken
Josephus schreef dat de sadduceeën geloofden in de vrije wil, de Essenen in het lot en de farizeeën in beide. Zoals niet ongebruikelijk in de oudheid stonden deze contradictionaire ideeën zij aan zij in de geschriften van de Essenen. Er is geen Joodse literatuur die Gods soevereine bepalen van alles wat gebeurt zo benadrukt als de Dode Zee-rollen. Tegelijkertijd is er geen literatuur die individuele keus en het vasthouden daaraan zo krachtig benadrukt.
De leden van de Qumran-sekte geloofden dat God hen gekozen had. Ook wordt vermeld dat de Engel van het Licht de kinderen van rechtvaardigheid leidt, dat de Engel van de Duisternis de mannen van onwaarheid leidt en dat God "hun volledige doel bevestigt". De leden van de sekte worden aangeduid als "de uitverkorenen", degenen die door God gekozen zijn. Maar op andere plaatsen worden zij "de vrijwilligers" genoemd, degenen die ervoor kiezen het sektarische verbond te volgen.
Er werd extreem veel nadruk gelegd op de noodzaak van goede werken om voor redding in aanmerking te komen. Ook hierin kunnen weer contradictionaire ideeën zij aan zij worden aangetroffen: enerzijds beschouwden de leden van de Qumran-sekte zich nietswaardig, niet in staat tot goede daden, aan de andere kant als volmaakt of bijna volmaakt. De wettische delen tonen aan dat van de leden werd verwacht dat ze volmaakt leefden. De Gemeenschapsregel (1QS) behandelt hoofdzakelijk extreem kleine zaken - zoals bulderend lachen op het foute moment - en het lijkt erop dat substantiëler overtredingen geen groot probleem waren. Van de leden werd vereist dat zij "volmaakt samen wandelen in alles dat aan hen is geopenbaard". Dit mengsel van een theologie met gevoelens van volledige waardeloosheid en volledige afhankelijkheid van Gods genade tegenover het geloof dat leden een vrijwel smetteloos leven kunnen leiden, wordt ook aangetroffen in de rabbijnse literatuur en de brieven van Paulus.

### Pacifisme
Volgens Philo waren de Essenen volledig pacifistisch en bezaten ze niet eens wapens. Uit de Oorlogsrol (1QM) blijkt dat ten minste enkelen dachten dat er een grote oorlog zou uitbreken, "de oorlog van de Zonen van het Licht tegen de Zonen van de Duisternis" waarin de engelen van God aan hun zijde zouden strijden en die zou culmineren in de vernietiging van de goddelozen en de overwinning van de sekte, die vervolgens Jeruzalem zouden overnemen. Mogelijk dachten sommigen dat de Joodse Oorlog deze laatste oorlog was en verklaart dat waarom zij eraan deelnamen, terwijl ze zich bij eerdere opstanden afzijdig hielden en zo de reputatie van pacifisten kregen.

## Leiderschap
De Sadokitische priesters speelden een uiterst belangrijke rol binnen de Essenen. Ook priesters die niet "zonen van Sadok" worden genoemd, blijken belangrijk te zijn geweest. De Gemeenschapsregel (1QS) veronderstelt de voortdurende aanwezigheid van veel priesters, inclusief Sadokieten. Priesters en levieten spreken de zegeningen en vervloekingen uit als nieuwe leden toetreden, de gemeenschap leeft "onder de autoriteit van de zonen van Sadok" en priesters gaan altijd voorop als de gemeente bijeenkomt.
Als de Qumran-sekte inderdaad een kloostersekte was, zouden de Sadokitische priesters snel zijn uitgestorven en het is zeer onwaarschijnlijk dat de sekte nieuwe generaties Sadokitische priesters aantrok. Het is daarom waarschijnlijk dat de Gemeenschapsregel (1QS) de oorspronkelijke en ideale situatie beschrijft. In het Verbond van Damascus wordt gezegd dat de priester zou moeten behoren tot een groep van tien die zouden moeten zijn "onderwezen in het Boek van Meditatie", maar vervolgt door te zeggen dat als de priester onvoldoende onderwezen is en er een leviet is, de leviet de leiding zou moeten krijgen, met één uitzondering: alleen een priester mag iemand inspecteren op lepra, maar "de Opzichter" mag hem instructie geven.
Het kan zijn dat het Verbond van Damascus aantoont dat de meeste aristocratische en goed opgeleide Sadokieten, die zo'n belangrijke rol hadden gespeeld bij het ontstaan van de Essenen, naar Qumran waren gegaan, maar waren uitgestorven. Zowel het Verbond van Damascus als de Gemeenschapsregel (1QS) spreken over leiders of aangestelde personen die geen priester worden genoemd en waarschijnlijk leken waren. "De Opzichter" komt heel vaak voor in het Verbond van Damascus en twee keer in de Gemeenschapsregel (1QS) en heeft volgens deze geschriften veel autoriteit. In de Gemeenschapsregel (1QS) komt ook nog een man voor die "de Meester" (vertaling van Vermes) of "de wijze leider" (vertaling van Knibb) wordt genoemd; dit zou een andere titel voor "de Opzichter" kunnen zijn. Of "de Meester" en "de Opzichter" nu dezelfde personen zijn of niet: beide woorden duidden waarschijnlijk een leek aan.

### Gehoorzaamheid en democratie
Volgens Josephus waren de leden van de Qumran-sekte gehoorzaam aan hun superieuren in de hiërarchie en deden zij "niets zonder orders van hun superieuren". Op eigen initiatief mochten de leden charitatieve daden doen, verder niets. Naast het hierboven beschreven leiderschap van de Sadokitische priesters en andere leiders, moesten de leden degenen die eerder lid waren geworden gehoorzamen, dus geen senioriteit op basis van leeftijd maar op basis van lidmaatschap. Daar staat tegenover dat Josephus schreef dat de leiders door de hele groep werden gekozen en dat zij democratisch rechtspraken, waarbij "nooit werd geoordeeld in een hof met minder dan honderd leden". In de Gemeenschapsregel (1QS) staan geen aanwijzingen inzake het kiezen van de leiders.
Er was een strikte rangorde; ieder lid wist precies wie boven en onder hem stond, zodat hij "zijn metgezel [kon] gehoorzamen, de man met een lager rang gehoorzaamt zijn meerdere". In tegenstelling tot wat Josephus schreef (zie hierboven) werd de rangorde volgens de Gemeenschapsregel (1QS) ieder jaar opnieuw bepaald, in overeenstemming met de "vervolmaking van de weg" en overtredingen. Bij het werk en inzake geld moest elke man zijn superieur gehoorzamen en als ze bijeenkwamen voor debat of discussie moest iedereen in de volgorde van de rangorde zitten: eerst de priesters, dan de ouderlingen, dan "alle overigen ... overeenkomstig hun rang".
De leden waren niet alleen "onderworpen aan de autoriteit van de zonen van Sadok, de Priesters die het verbond bewaren", maar ook aan "de menigte mannen van de Gemeenschap". "Elke beslissing inzake doctrine, bezit en gerechtigheid moet door hen worden genomen", waarbij "hen" waarschijnlijk verwees naar de hele gemeenschap. Het lijkt er daarom op dat de autoriteit van de leiders onderworpen was aan controle door democratie.
Volgens Josephus hadden de Essenen strenge regels inzake spreken: als in een groep van tien, negen personen stilte verlangden, moest de tiende ook stil zijn. Volgens de Gemeenschapsregel (1QS) werden leden naar hun mening gevraagd in de volgorde van hun rang. Interrupties werden niet getolereerd en werden bestraft met tien dagen reductie van de toegewezen hoeveelheid voedsel. Tijdens bijeenkomsten moest iedereen op zijn beurt wachten en tijdens een bijeenkomst van alle leden mocht iemand pas spreken na toestemming van de hele gemeente.

## Lidmaatschap
Josephus beschreef een tweetal proefperiodes. In het eerste jaar begon de aspirant-Essener sommige richtlijnen te volgen, maar bleef in belangrijke mate een buitenstaander. Als hij na een jaar waardig werd gerekend, mocht hij van "het puurdere water deelnemen dat voor reiniging werd gebruikt", maar mocht nog geen bijeenkomsten bijwonen. Deze fase in de proeftijd duurde twee jaar, waarna hij "ontzagwekkende eden" moest zweren en pas dan mocht hij het "gemeenschapsvoedsel" aanraken. Josephus gaf een uitgebreide opsomming van de thema's van de eden: vroomheid, gerechtigheid, haat jegens het slechte, verdediging van het juiste, betrouwbaarheid en trouw, vriendelijkheid voor minderen, haat jegens leugens en liefde voor waarheid, geen geheimen voor medeleden hebben, geheimen niet onthullen aan niet-leden, etc.
Ook in de Gemeenschapsregel komt een tweetal proefperiodes voor, maar de details verschillen met die van Josephus. Een persoon die zich aanmeldde voor lidmaatschap werd door "de Opzichter" onderzocht en daarna toegelaten tot het verbond en in de regels onderricht. Voordat zijn toelating werd bevestigd, moest hij zich aan een openbaar onderzoek onderwerpen. Kennelijk moest hij in deze fase, nu hij "het verbond binnentrad", de eed van het lidmaatschap afleggen, waarin hij zwoer de wetten van Mozes te volgen zoals door de Sadokitische priesters geopenbaard. Daarna had hij een proeftijd van een jaar. Als hij deze succesvol doorstond, mocht hij aan de "Zuivere Maaltijd" deelnemen. Na een volgend jaar werd hij nogmaals onderzocht. Als dit weer goed verliep, mocht hij deelnemen aan de "Gemeenschapsdrank" en werden zijn bezittingen vermengd met die van de gemeenschap. Het was hem vanaf dan ook toegestaan bijeenkomsten bij te wonen en daar te spreken.

### Tucht
Vooral de geschriften van de kloostersekte kennen uitgebreide tuchtregels. Overtredingen die worden genoemd in de Gemeenschapsregel (1QS) zijn bijvoorbeeld: liegen over bezittingen, ongeduldig antwoorden, vloeken tijdens het lezen van de Bijbel of het bidden, boos spreken tegen een priester, een metgezel beledigen, een wrok koesteren, dwaas spreken, in slaap vallen tijdens een bijeenkomst, etc. Op elke overtreding stond een vastgestelde straf, zoals uitgesloten worden van "de Reinheid", vermindering van de toegewezen hoeveelheid voedsel, etc.
Wat opvalt, is dat zware overtredingen in de wet van Mozes ontbreken in deze geschriften. Het is niet ondenkbaar dat in de gesloten gemeenschap van Qumran eigenstandig recht werd gesproken in gevallen van moord of homoseksuele relaties, inclusief het voltrekken van een vonnis van de doodstraf. Dit soort overtredingen wordt wel behandeld in het Verbond van Damascus. Een getuige van een overtreding waarop de doodstraf stond, moest deze aan de Opzichter melden, die deze moest opschrijven; als een tweede getuige eenzelfde overtreding zag op een ander moment, werd de zaak als bewezen beschouwd en werd de zondaar uitgesloten van de "Zuivere Maaltijd". Als het een overtreding inzake bezittingen betrof, was één getuige voldoende en volgde dezelfde straf. In het Verbond van Damascus wordt ook de optie van gevangenisstraf genoemd, die in 15.12-15 toegepast scheen te worden op iedere overtreding na de eed van lidmaatschap. Overtreding van wetten die werk op de sjabbat of feestdagen verboden werd bestraft met zeven jaar gevangenisstraf; in de Bijbel staat hierop de doodstraf, maar deze wordt expliciet uitgesloten in het Verbond van Damascus.
De ernstigste tuchtmaatregel van de sekte was complete en permanente uitsluiting, een straf die volgde op het verraden van de gemeenschap en het weigeren van de autoriteit ervan. Bij hun toetreden hadden de leden de priesters en Levieten de afgesneden leden horen vervloeken: "Vervloekt is de man die het Verbond binnentreedt terwijl hij in zijn hart tussen de afgoden loopt, die voor zichzelf een struikelblok van zonde opwerpt dat leidt tot zijn afsnijding. ... Gods wraak ... zal hem in eeuwige vernietiging verzengen ... Hij zal worden afgesneden van het midden van de zonen van het licht en ... zijn lot zal zijn met degenen die voor eeuwig zijn vervloekt." Na deze vervloeking te hebben gehoord, dienden de nieuwe leden "Amen, amen!" te zeggen. Ze geloofden in de kracht van eden, beloften en vervloekingen; niet velen zullen het verbond hebben verbroken na hun toetreding.
Josephus schreef dat, aangezien de Essenen hadden gezworen geen voedsel van niet-leden te nuttigen, uitgestoten leden vaak van honger stierven, hoewel ze soms uit mededogen weer werden opgenomen. Als dit klopt, toont het aan dat een lid ernstig genoeg kon zondigen om te worden uitgesloten, maar nog niet een ongelovige was: hij beschouwde de eed nog als bindend. De Essenen geloofden dat het overtreden van hun eden door God werd bestraft met een veel ergere straf dan de dood.

## Alternatieve theorieën
Bovenstaande is de visie van de meerderheid van deskundigen op het gebied van het judaïsme in de periode tussen de Makkabese opstand (167 v.Chr.) en de verwoesting van Jeruzalem in 70 en van degenen die een studie maken van de Dode Zee-rollen. Er zijn echter ook deskundigen, bijvoorbeeld Norman Golb, Rachel Elior en degenen die verbonden zijn aan het Qumran Instituut (onderdeel van de Rijksuniversiteit Groningen) die beargumenteerde twijfel hebben over het verband tussen de Dode Zee-rollen en Qumran, en tussen de Essenen en Qumran.
Enkele van hun argumenten:
1. Er zijn slechts 12 (van 650) rollen gevonden die door dezelfde persoon zijn geschreven. Volgens hen wijst dit erop dat er geen sprake kan zijn van een schrijfafdeling waar de Essenen honderden jaren voortdurend rollen kopieerden.
2. De rollen zijn in drie groepen te verdelen:
a. De eerste rollen die werden gevonden, waren sektarische teksten, vooral in grot 1. Deze hebben inderdaad raakvlakken met wat we van de Essenen weten. Deze sektarische rollen vormen echter een kleine minderheid van het totaal, zo bleek toen men verder kwam met ontcijferen en met vertalen.
b. Bijbelgedeelten en uitlegging dan wel vertaling van Bijbelgedeelten. Hieronder bevinden zich teksten uit meerdere tekstfamilies. Zowel de proto-Masoretische Tekst van 1QIsa, als de vrijere teksten uit grot 4. Er is geen teken van harmonisatie.
c. Niet-sektarische religieuze teksten, waaronder een inventaris van tempelschatten.
Er is geen bewijs voor de gedachte dat al deze teksten van één religieuze groepering afkomstig zijn. Het is niet uitgesloten dat men in de grotten bij Qumran de bibliotheek van de tempel of één of meerdere synagogen heeft ondergebracht. Er wordt op gewezen dat de Dode Zee-rollen niet altijd pacifistisch zijn; volgens Philo waren de Essenen dat wel.
3. De oudste christelijke handschriften, zoals de Oxyrhynchus papyri, werden in woestijngebieden gevonden. De droogte conserveert de papyrus. De kans op vondsten van deze aard is dus altijd het grootst in een woestijn.
4. Er is geen direct bewijs voor dat in Qumran een kloostergemeenschap of zelfs maar een Esseense gemeenschap leefde:
a. Op de begraafplaats zijn de lichamen van zowel vrouwen als kinderen aangetroffen.
b. Bij de opgraving zijn luxe artikelen gevonden.
c. In de woestijn regent het maar af en toe; het water stroomt dan met grote snelheid weg, tenzij men het opvangt. De grote bassins in Qumran zouden dus ook voor andere dan een rituele functie kunnen zijn gebruikt.
d. Plinius de Oudere schrijft dat de Essenen leefden in het “onherbergzame gebied ten westen van de Dode Zee”. Dat wil niet zeggen dat dit Qumran betrof.

## Relatie met het vroege christendom?
Doordat  het nogal lang duurde voordat de Dode Zee-rollen werden gepubliceerd, werden zowel de rollen als Qumran zelf het onderwerp van complottheorieën en speculatie, inzake de relatie van Johannes de Doper en Jezus met Qumran en de Qumran-sekte. Er is echter geen bewijs voor een verbinding tussen Qumran en het vroege christendom. Een mogelijke uitzondering is 7Q5, een snipper tekst die zo klein is dat hij tussen allerlei teksten zou passen, ook in het Evangelie volgens Marcus. Sommigen zien een verwijzing naar de Essenen in Matteüs 19:11,12 en Kolossenzen 2:8,18.